# Französische Rugby-Union-Meisterschaft 1921/22
Die Saison 1921/22 war die 26. Austragung der französischen Rugby-Union-Meisterschaft (französisch Championnat de France de rugby à XV). Sie umfasste 30 Mannschaften in der ersten Division (heutige Top 14).
Nach einer regionalen Qualifikationsrunde begann die Meisterschaft mit der ersten Gruppenphase, bei der in zehn Gruppen je drei Mannschaften aufeinander trafen. Die Erstplatzierten qualifizierten sich für die zweite Gruppenphase. Diese umfasste zwei Fünfergruppen, wobei jeweils die beste Mannschaft ins Finale einzog. Im Endspiel, das am 23. April 1922 im Stade Sainte-Germaine in Le Bouscat stattfand, trafen die beiden Halbfinalsieger aufeinander und spielten um den Bouclier de Brennus. Dabei setzte sich Stade Toulousain gegen Aviron Bayonnais durch und errang zum zweiten Mal den Meistertitel.

## Erste Gruppenphase
|    | Team          | Siege | Unent. | Ndlg. | Spiel- punkte | Diff. | Tabellen- punkte |
| -- | ------------- | ----- | ------ | ----- | ------------- | ----- | ---------------- |
| 1. | US Perpignan  | 2     | 0      | 0     | 24:3          | + 21  | 6                |
| 2. | TOEC          | 1     | 0      | 1     | 16:21         | − 5   | 4                |
| 3. | Stade Nantais | 0     | 0      | 2     | 6:22          | − 16  | 2                |

|    | Team             | Siege | Unent. | Ndlg. | Spiel- punkte | Diff. | Tabellen- punkte |
| -- | ---------------- | ----- | ------ | ----- | ------------- | ----- | ---------------- |
| 1. | Stade Toulousain | 2     | 0      | 0     | 38:0          | + 38  | 6                |
| 2. | Boucau Stade     | 1     | 0      | 1     | 7:22          | − 15  | 4                |
| 3. | RC Chalon        | 0     | 0      | 2     | 0:23          | − 23  | 2                |

|    | Team                  | Siege | Unent. | Ndlg. | Spiel- punkte | Diff. | Tabellen- punkte |
| -- | --------------------- | ----- | ------ | ----- | ------------- | ----- | ---------------- |
| 1. | Racing Club de France | 2     | 0      | 0     | 32:6          | + 26  | 6                |
| 2. | SA Bordeaux           | 0     | 1      | 1     | 0:3           | − 3   | 3                |
| 3. | SU Agen               | 0     | 1      | 1     | 6:29          | − 23  | 3                |

|    | Team                  | Siege | Unent. | Ndlg. | Spiel- punkte | Diff. | Tabellen- punkte |
| -- | --------------------- | ----- | ------ | ----- | ------------- | ----- | ---------------- |
| 1. | Biarritz Olympique    | 2     | 0      | 0     | 23:5          | + 18  | 6                |
| 2. | Stade Saint-Gaudinois | 0     | 1      | 1     | 0:3           | − 3   | 3                |
| 3. | FC Lézignan           | 0     | 1      | 1     | 5:20          | − 15  | 3                |

|    | Team            | Siege | Unent. | Ndlg. | Spiel- punkte | Diff. | Tabellen- punkte |
| -- | --------------- | ----- | ------ | ----- | ------------- | ----- | ---------------- |
| 1. | US Dax          | 2     | 0      | 0     | 34:6          | + 28  | 6                |
| 2. | Saint-Girons SC | 1     | 0      | 1     | 5:21          | − 16  | 4                |
| 3. | US Bergerac     | 0     | 0      | 2     | 6:18          | − 12  | 2                |

|    | Team           | Siege | Unent. | Ndlg. | Spiel- punkte | Diff. | Tabellen- punkte |
| -- | -------------- | ----- | ------ | ----- | ------------- | ----- | ---------------- |
| 1. | FC Grenoble    | 2     | 0      | 0     | 17:0          | + 17  | 6                |
| 2. | Stade Français | 1     | 0      | 1     | 8:14          | − 6   | 4                |
| 3. | RC Narbonne    | 0     | 0      | 2     | 3:14          | − 11  | 2                |

|    | Team            | Siege | Unent. | Ndlg. | Spiel- punkte | Diff. | Tabellen- punkte |
| -- | --------------- | ----- | ------ | ----- | ------------- | ----- | ---------------- |
| 1. | US Carcassonne  | 2     | 0      | 0     | 9:0           | + 9   | 6                |
| 2. | Stade Bordelais | 1     | 0      | 1     | 7:3           | + 4   | 4                |
| 3. | AS Bayonne      | 0     | 0      | 2     | 0:13          | − 13  | 2                |

|    | Team             | Siege | Unent. | Ndlg. | Spiel- punkte | Diff. | Tabellen- punkte |
| -- | ---------------- | ----- | ------ | ----- | ------------- | ----- | ---------------- |
| 1. | Aviron Bayonnais | 2     | 0      | 0     | 39:8          | + 31  | 6                |
| 2. | RC Toulon        | 1     | 0      | 1     | 15:6          | + 9   | 4                |
| 3. | US Casteljaloux  | 0     | 0      | 2     | 8:48          | − 40  | 2                |

|    | Team         | Siege | Unent. | Ndlg. | Spiel- punkte | Diff. | Tabellen- punkte |
| -- | ------------ | ----- | ------ | ----- | ------------- | ----- | ---------------- |
| 1. | FC Lourdes   | 2     | 0      | 0     | 32:13         | + 19  | 6                |
| 2. | CA Périgueux | 1     | 0      | 1     | 13:16         | − 3   | 4                |
| 3. | CASG Paris   | 0     | 0      | 2     | 3:19          | − 16  | 2                |

|    | Team               | Siege | Unent. | Ndlg. | Spiel- punkte | Diff. | Tabellen- punkte |
| -- | ------------------ | ----- | ------ | ----- | ------------- | ----- | ---------------- |
| 1. | AS Béziers         | 1     | 1      | 0     | 13:3          | + 10  | 5                |
| 2. | Stadoceste Tarbais | 1     | 1      | 0     | 13:0          | + 13  | 5                |
| 3. | Section Paloise    | 0     | 0      | 2     | 3:26          | − 23  | 2                |

## Zweite Gruppenphase
|    | Team             | Siege | Unent. | Ndlg. | Spiel- punkte | Diff. | Tabellen- punkte |
| -- | ---------------- | ----- | ------ | ----- | ------------- | ----- | ---------------- |
| 1. | Aviron Bayonnais | 3     | 1      | 0     | 48:10         | + 38  | 11               |
| 2. | US Perpignan     | 2     | 2      | 0     | 26:17         | + 9   | 10               |
| 3. | FC Lourdes       | 2     | 0      | 2     | 21:24         | − 3   | 8                |
| 4. | US Dax           | 1     | 1      | 2     | 30:42         | − 12  | 7                |
| 5. | FC Grenoble      | 0     | 0      | 4     | 23:55         | − 32  | 4                |

|    | Team                  | Siege | Unent. | Ndlg. | Spiel- punkte | Diff. | Tabellen- punkte |
| -- | --------------------- | ----- | ------ | ----- | ------------- | ----- | ---------------- |
| 1. | Stade Toulousain      | 4     | 0      | 0     | 31:0          | + 31  | 12               |
| 2. | Biarritz Olympique    | 2     | 1      | 1     | 22:15         | + 7   | 9                |
| 3. | Racing Club de France | 2     | 1      | 1     | 11:13         | − 2   | 9                |
| 4. | AS Béziers            | 1     | 0      | 3     | 11:21         | − 10  | 6                |
| 5. | US Carcassonne        | 0     | 0      | 4     | 6:32          | − 26  | 4                |

## Finale
| 23. April 1922 | Stade Toulousain                      | 6:0     | Aviron Bayonnais | Stade Sainte-Germaine, Le Bouscat Zuschauer: 20.000 Schiedsrichter: Gilbert Brutus |
| 23. April 1922 | Versuche: Galau Erhöhungen: Struxiano | Bericht |                  | Stade Sainte-Germaine, Le Bouscat Zuschauer: 20.000 Schiedsrichter: Gilbert Brutus |

Aufstellungen
Stade Toulousain: François Borde, André Chilo, Joseph Dournac, Henri Galau, Adolphe Jauréguy, Jean Larrieu, Marcel-Frédéric Lubin-Lebrère, André Maury, Léon Nougal, Pierre Pons, Alfred Prévost, Louis Puech, Gabriel Serres, Philippe Struxiano, Henri Vignolles
Aviron Bayonnais: Silvano Andia, Jean Arnaudin, André Béhotéguy, Henri Béhotéguy, Eugène Billac, Dominique Etchegaray, Jean Etcheparre, André Lafond, Édouard Lahirigoyen, Eugène Landrieu, Joseph Laurent, Pierre Magens, Angel Serratte, Henri Suhubiette, Jean-Marie Vigneau